# Longuerue
Longuerue ist eine französische Gemeinde mit 342 Einwohnern (Stand: 1. Januar 2022) im Département Seine-Maritime in der Region Normandie (vor 2016: Haute-Normandie). Sie gehört zum Arrondissement Rouen und zum Kanton Le Mesnil-Esnard (bis 2015: Kanton Buchy). 

## Geographie
Longuerue liegt etwa 28 Kilometer nordöstlich von Rouen. Umgeben wird Longuerue von den Nachbargemeinden Vieux-Manoir im Norden, Saint-Germain-des-Essourts im Osten und Südosten, Blainville-Crevon im Süden, Bierville im Süden und Südwesten, Pierreval im Westen und Südwesten sowie La Rue-Saint-Pierre im Nordwesten.

## Einwohnerentwicklung
| 1962                      | 1968 | 1975 | 1982 | 1990 | 1999 | 2006 | 2013 |
| ------------------------- | ---- | ---- | ---- | ---- | ---- | ---- | ---- |
| 205                       | 209  | 232  | 281  | 279  | 280  | 299  | 308  |
| Quelle: Cassini und INSEE |      |      |      |      |      |      |      |

## Sehenswürdigkeiten
- Kirche Notre-Dame-de-la-Nativité aus dem 13. Jahrhundert